# Peetula exanthemata
Peetula exanthemata är en fjärilsart som beskrevs av Moore 1888. Peetula exanthemata ingår i släktet Peetula och familjen mätare. Inga underarter finns listade i Catalogue of Life.